# Pyropteron koschwitzi
Pyropteron koschwitzi é uma espécie de insetos lepidópteros, mais especificamente de traças, pertencente à família Sesiidae.
A autoridade científica da espécie é Špatenka, tendo sido descrita no ano de 1992.
Trata-se de uma espécie presente no território português.